# 軽部慈恩
軽部 慈恩（かるべ じおん、1897年〈明治30年〉7月14日 - 1970年〈昭和45年〉10月16日）は日本の考古学者。山形県寒河江市出身。太平洋戦争以前に朝鮮半島に住んで古代百済の遺跡を研究し、敗戦により日本に戻ったあとは、日本大学で教鞭をとりつつ静岡県三島市に住み、伊豆地方の遺跡研究を行った。

## 来歴
1897年（明治30年）に、現在の山形県寒河江市である旧西村山郡醍醐村慈恩寺に生まれる。現在の静岡県伊豆市である旧田方郡修善寺町の修禅寺に来て仏門の修行に入る。以後「慈恩」と名乗る。
1925年（大正14年）に早稲田大学を卒業し、百済研究のため、日本統治時代の朝鮮半島に渡って現地の学校教員をしつつ、公州の三国時代の遺跡を発掘した。
1945年（昭和20年）に太平洋戦争敗戦で日本の統治が崩壊すると日本に帰国。静岡県三島市（妻の故郷）に移住する。
1953年（昭和28年）に三島市誌編纂委員会の委員長に就任し、1958年（昭和33年）から1959年（昭和34年）までの間に『三島市誌』全3巻を刊行した。三島市の文化財保護審議委員会の副委員長として活動し、柏谷横穴群や伊豆国分寺跡、龕附天正金鉱、日吉廃寺跡などを発掘、日本大学でも教鞭をとる。1967年（昭和42年）、「百済の歴史地理に関する研究」により文学博士の学位を取得。
1970年（昭和45年）死去したが、翌1971年（昭和46年）に百済研究の成果『百済遺跡の研究』が発行された。
静岡県三島市や、出身地の山形県では郷土の学術的著名人として知られているが、大韓民国では、太平洋戦争以前の日本統治時代に朝鮮半島に来て武寧王陵で有名な宋山里古墳群などを発掘し出土品を蒐集したことから、朝鮮半島の文化財を持ち出した人物として批判的に見られていて、日韓で真逆の評価を受ける人物である。

## 関連書籍
- 軽部慈恩『三島市誌（上・中・下巻）』1958年（昭和33年） - 1959年（昭和34年）
- 駿豆考古学会事務局『駿豆地方の古代文化 : 軽部慈恩博士追悼特集』1970年（昭和45年）11月[7]
- 軽部慈恩『百済遺跡の研究』吉川弘文館、1970年（昭和45年）10月[8]

## 参考資料
- 全京秀「韓国博物館史における表象の政治人類学・植民地主義、民族主義、そして展望としてのグローバリズム」『国立民族学博物館研究報告24巻2号』247-290ページ 1999年（平成11年）12月6日発行
- 山形大学附属博物館『山形大学附属博物館クラウドファンディング報告書・90年ぶりに再会した左脚を接合し結髪土偶を立ち上がらせたい!』2021年（令和3年）3月19日発行